# Vulaines-sur-Seine
Vulaines-sur-Seine là một xã ở tỉnh Seine-et-Marne, thuộc vùng Île-de-France ở miền bắc nước Pháp. It is twinned with the village of Barby, Northamptonshire, United Kingdom.

## Dân số
Người dân ở Vulaines-sur-Seine được gọi là Vulaignots.
Điều tra dân số năm 1999, xã này có dân số là 2.065 và mật độ dân số là 469.3 người/km².